# Cheiloneurus annulicornis
Cheiloneurus annulicornis är en stekelart som först beskrevs av William Harris Ashmead 1900.  Cheiloneurus annulicornis ingår i släktet Cheiloneurus och familjen sköldlussteklar. Inga underarter finns listade i Catalogue of Life.